# Borch-Palast

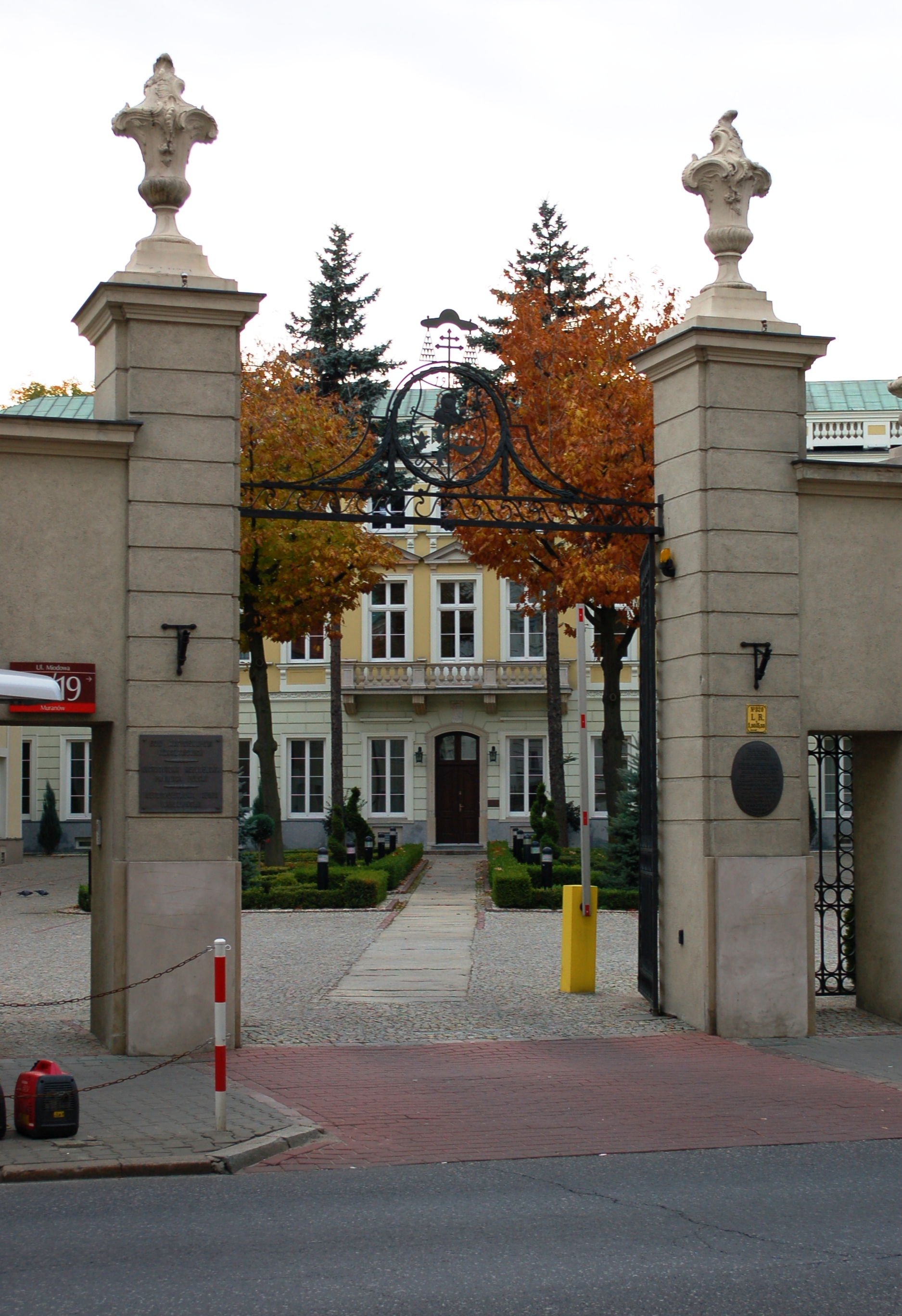
Zufahrt zum Ehrenhof von der Ulica Miodowa

Der Borch-Palast, der sich im Warschauer Innenstadtdistrikt befindet, ist ein Gebäudeensemble aus dem 18. Jahrhundert.

## Lage
Der Palast in der Ulica Miodowa 17/19 wird im Norden von einer evangelisch-augsburgischen Kirche (polnisch: Kościoła ewangelicko-augsburski), Miodowa 21 und im Süden vom größeren Pac-Palast (Miodowa 15) umgeben. Der sich nach Westen erstreckende Garten des Palastes grenzt an die Ulica Leona Schillera; hier befindet sich ein Gartenpavillon. Die historische Altstadt Warschaus beginnt rund 120 Meter ostwärts.

## Geschichte
An Stelle des heutigen Gebäudes stand im 17. Jahrhundert ein hölzernes Herrenhaus des Marschalls Aleksander Połubiński. 1681 erwarb Wawrzyniec Wodzicki dieses Gebäude. Im Auftrag des Bankiers Peter de Riacour, der das Anwesen übernahm, wurde hier zu Beginn des 18. Jahrhunderts ein gemauertes Barockpalais errichtet. Etwa um 1780 ließ der Kronunterkanzler Jan Borch den Zentralbau, den er von Riacours Sohn Andrzej gekauft hatte, nach einem Entwurf von Domenico Merlini im klassizistischen Stil umbauen. Von 1800 bis 1810 gehörte das Palais Ludwik Nesti, der hier ein bekanntes Restaurant mit angegliederter Konditorei betrieb. 
Von 1810 bis 1837 gehörte der Palast der Familie Kerner. Bis 1830 befand sich das  von Szymon Chovot geführte Hotel d’Europe im Gebäude. Zeitweilig war in den Räumen des Hotels auch die russische Gesandtschaft untergebracht. 
1837 wurde das Anwesen von der Regierung erworben. Bis zu seiner Verlegung nach Puławy im Jahr 1843 hatte hier das Institut für die Alexandrinische Töchtererziehung (polnisch: Instytut Aleksandryjskiego Wychowania Panien) seinen Sitz. Nach einer Renovierung wurde es 1843 zur Residenz des Metropoliten und Erzbischofs von Warschau. Während des Warschauer Aufstands brannte der Palast 1944 nieder. In den Jahren 1949 bis 1954 erfolgte unter Stanislaw Marzyński in der Gestalt aus dem 18. Jahrhundert der Wiederaufbau im spätbarocken Stil mit klassizistischem Baukörper. Bis 2007 war es Sitz des Primas von Polen.
Im vormaligen französischen Garten wurde 1768 ein Pavillon errichtet, der später von Borch umgestaltet wurde. Auch er brannte im Krieg aus und wurde 1966 im spätbarocken Stil wieder aufgebaut.

### Anekdote
Einer Niederschrift des Heimatforschers Franciszek Maksymilian Sobieszczański zufolge erhielt Karol Kerner den Palast 1810 als Geschenk von Fürst Józef Poniatowski. Der war während seiner Dienstzeit in der kaiserlichen „österreichischen“ Armee in einem Gefecht von dem Soldaten aus Kroatien gerettet worden. Poniatowski nahm Kerner später aus Dankbarkeit mit nach Warschau, wo er ihn an seinem Hof hielt und das von Nesti erworbene Schloss schenkte.

## Architektur
Das Palastgebäude verfügt über einen gestauchten H-Grundriss. Es liegt etwa mittig quer im langgestreckten Grundstück und bildet mit den Seitenflügeln des Hofes eine klassische Hufeisenform. Drei Geschosse werden von einer kleinen Dachattika mit einer umlaufenden Balustrade geschmückt, auf der das Dach aufsetzt. Zum Garten ragt ein auf drei Arkadenbögen liegender ausgeprägter Mittelrisalit aus dem Gebäude, an der Frontfassade ist er deutlich flacher. Dafür trägt er einen Balkon im ersten Stockwerk. Die beiden Seitenflügel des zur Straße hin offenen Ehrenhofes sind nur zweigeschossig ausgeführt. Ein schmiedeeiserner Lanzen-Zaun und eine gemauerte aus vier Torpfeilern bestehende Einfahrt mit zwei Fußgängerzugängen schließen den Hof zur Straße ab.